# Cobrança de dívidas
Cobrança de dívidas é o processo de buscar o pagamento de dívidas de indivíduos ou empresas. Uma organização especializada em cobrança de dívidas é conhecida como agência de cobrança ou cobrador de dívidas. A maioria das agências de cobrança operam como agentes de credores e cobram dívidas por uma taxa ou porcentagem do valor total devido.